# Amina Pandolfi
Amina Pandolfi, coniugata Lezuo (... – 24 aprile 2007), è stata una traduttrice italiana.

## Biografia
Traduttrice attiva dalla fine degli anni 1940, ha tradotto moltissimi libri dalla lingua tedesca e dall'inglese per le principali case editrici italiane. Si è anche occupata di libri di autori russi e giapponesi, nonché di uno scritto da Tuiavii di Tiavea, samoano.
Riposa sepolta nel cimitero di Lambrate.

## Opere

### Libri
- Toscanini - ein Leben für die Musik, Apollo-Verlag, 1957 (in tedesco)

### Traduzioni
- Vicki Baum, Qui c'era un albergo, Milano, Mondadori, 1949
- Pat Frank, Mister Adam, Milano, Mondadori, 1949
- Anton Čechov, Don Giovanni alla maniera russa, Milano, Longanesi, 1955
- Clare Boothe Luce, Santi che amiamo, Milano, Mondadori, 1956
- Vicki Baum, Hotel Shanghai, Milano, Mondadori, 1957
- Hermann Kesten, Un figlio della fortuna, Milano, Mondadori, 1957
- Freya Stark, Ionia, Milano, Martello, 1958
- Ivar Lissner, I Cesari, Milano, Martello, 1960
- Han Suyin, La montagna è giovane, Milano, Martello, 1960
- Wolfdietrich Schnurre, Un conto che non torna: 13 racconti, Feltrinelli, 1960
- Melita Maschmann, Il tredicesimo, Milano, Mondadori, 1961
- Ulrich Becher, Poco dopo le quattro, Milano, Mondadori, 1962
- Luise Rinser, Avventure della virtù, Milano, Mondadori, 1963
- Rudolf Walter Leonhardt, Le X Germanie, Milano, Garzanti, 1963
- Hans Hellmut Kirst, 08/15 oggi, Milano, Garzanti, 1964
- Henrik Pontopiddan, L'ospite regale e altri racconti, Milano, Fabbri, 1965
- Heinrich Böll, Opinioni di un clown, Milano, Mondadori, 1965
- Hans Hellmut Kirst, La notte dei generali, Milano, Garzanti, 1965
- John Coates, Non vale la pena, Milano, Longanesi, 1966
- Hans Erich Kubach, Forme e immagini dopo il Mille, Milano, Il saggiatore, 1966
- Hans Helmut Kirst, La rivolta dei soldati: il romanzo del 20 luglio 1944, Milano, Garzanti, 1967
- Peter Faecke, Gli incendiari; Il nibbio rosso, Milano, Mondadori, 1967
- Heinz F. Peters, Mia sorella, mia sposa: la vita di Lou Andras-Salomé, Milano, Ferro, 1967
- Johannes Mario Simmel, Non è sempre caviale, Milano, Garzanti, 1967
- Johann Goethe, I dolori del giovane Werther, Milano, Fabbri, 1968
- Eugen Schumacher, Gli ultimi paradisi: sulle orme degli animali più rari, Milano, Garzanti, 1968
- AA.VV., La linea del fuoco, Milano, Mondadori, 1969
- Hans Hellmut Kirst, E la giustizia, capitano?, Milano, Garzanti, 1970
- Hilde Bruch, Non aver paura di tuo figlio, Milano, Ferro, 1971
- Phyllis Auty, Tito: biografia, Milano, Mursia, 1972
- Jella Lepman (a cura di), Come i bambini vedono il mondo, Milano, Garzanti, 1972
- Hans Hellmut Kirst, Non è la mia patria, Milano, Garzanti, 1972
- Ernst Ott, Come educare l'intelligenza del bambino, Milano, Garzanti, 1972
- Bruce Hamilton, Giudicatelo voi, Milano, Longanesi, 1973
- Christa Wolf, Riflessioni su Christa T., Roma, Mursia, 1973
- Hans Mayer, Saggi sulla letteratura tedesca contemporanea, Milano, Mursia, 1973
- Sigmund Freud, Totem e Tabù. Come Freud scoprì le «nevrosi collettive» dei selvaggi e il «mito» del parricidio primordiale sconvolgendo l'etnologia moderna, Milano, Garzanti, 1973
- John M. Cammett, Antonio Gramsci e le origini del comunismo italiano, Milano, Mursia, 1974
- Katia Mann, Memorie non scritte, Milano, Mondadori, 1975
- Amis Kinglsey, Modificazione H.A., Milano, Sonzogno, 1977
- Petr Tausk, 100 temi di fotografia, Milano, Mondadori, 1977
- Erich Wiedemann, Idi Amin: un eroe dell'Africa?, Milano, Sonzogno, 1977
- Thomas Wiseman, Il giorno prima dell'alba, Milano, Sonzogno, 1977
- AA.VV., I maestri, Milano, Mondadori, 1978
- Samuel Dunkell, Le posizioni del sonno, Milano, Sonzogno, 1978
- Roland Gööck, Viaggio meraviglioso nel pianeta dell'uomo, Milano, Euroclub, 1978
- Hans Heinrich Ziemann, Esplosione, Milano, Sonzogno, 1978
- Fritz Zorn, Il cavaliere, la morte e il diavolo, Milano, Mondadori, 1978
- Elias Canetti, La lingua salvata: storia di una giovinezza, Milano, Adelphi, 1980
- Max Frisch, Stiller, Milano, Mondadori, 1980
- Ephraim Kishon, Paradiso come nuovo affittasi, Bergamo, Euroclub, 1980
- Sandra Paretti, I dominatori, Bergamo, Euroclub, 1980
- Johannes Mario Simmel, La formula di Origene, Milano, Sonzogno, 1980
- Michael Ende, La storia infinita, Milano, Longanesi, 1981
- Sandra Paretti, La nave incantata, Milano, Sonzogno, 1981
- Grete Weil, Mia sorella Antigone, Milano, Mondadori, 1981
- Sandra Paretti, L'albero dei desideri, Milano, Sonzogno, 1982
- Joan Haslip, Massimiliano e Carlotta, Milano, Longanesi, 1982
- Jona Oberski, Anni d'infanzia: un bambino nei lager, Milano, Mondadori, 1982
- Angelika Schrobsdorff, La breve ora fra il giorno e la notte, Milano, Sperling & Kupfer, 1982
- Robert K. Massie; Jeffrey Finestone, Le ultime corti d'Europa 1860-1914, Milano, Longanesi, 1982
- Konrad Lorenz, E l'uomo incontrò il cane, Milano, Adelphi, 1982
- Alfred Andersch, Il padre di un assassino, Milano, Longanesi, 1982
- Petra Eisele, Babilonia: storia di una mitica città dell'antichità, Milano, Mondadori, 1983
- George Clare, Ultimo valzer a Vienna, Milano, Longanesi, 1983
- William L. Shirer, Mahatma Gandhi, Milano, Frassinelli, 1983
- Susanna Moore, Tesoro mio, Milano, Frassinelli, 1984
- Hermann Hesse, Peter Camenzind, Milano, Bompiani, 1985
- Daisaku Ikeda, La vita del Buddha: una interpretazione biografica, Milano, Fabbri, 1986
- Anita Brookner, Guardatemi, Milano, Serra e Riva, 1987
- Willy Brandt, La corsa agli armamenti e la fame nel mondo, Sperling & Kupfer, 1987
- Jan Knappert, Dei, spiriti e re della mitologia africana, Milano, Mondadori, 1987
- Justus Pfaue, Oliver Maass e il violino magico, Milano, Mondadori, 1987
- Fritz Lüdtke, I segreti del dipingere, Milano, Fabbri, 1988
- Dick Francis, Il pericolo, Milano, Sperling & Kupfer, 1988
- Kishon Ephraim, Arca di Noè, classe turistica, Milano, Longanesi, 1988
- André Kaminski, I giardini del Mulay Abdallah, Milano, Longanesi, 1988
- Suyin Han, Un po' d'amore, Milano, Sperling & Kupfer, 1988
- Rosamunde Pilcher, I cercatori di conchiglie, Milano, Mondadori, 1988
- Elizabeth Taylor, Belle, Milano, Sperling & Kupfer, 1988
- Wolfgang Venohr, L'identità tedesca e il caso Stauffenberg, Milano, Rusconi, 1988
- Johannes Mario Simmel, La vita in gioco, Milano, Sonzogno, 1989
- Joan Haslip, Maria Antonietta, Milano, Longanesi, 1989
- D.H. Lawrence, L'amante di lady Chatterley, Milano, Rusconi, 1989
- Catherine Storr, Il mistero del metrò, Milano, Mondadori, 1990
- Richard Mason, Vento non sa leggere, Milano, Sperling & Kupfer, 1990
- Tuiavii, Papalagi, Roma, 1990
- Friedrich Becker, Fiabe africane, Milano, Mondadori, 1991
- Inge Hoepfner, Fiabe persiane, Milano, Mondadori, 1991
- Rosamunde Pilcher, Settembre, Milano, Mondadori, 1991
- Rosamunde Pilcher, Sotto il segno dei gemelli, Milano, Mondadori, 1991
- Rosamunde Pilcher, La tigre che dorme, Milano, Mondadori, 1991
- Rosamunde Pilcher, Fiori nella pioggia, Milano, Mondadori, 1992
- Rosamunde Pilcher, I giorni dell'estate, Milano, Mondadori, 1992
- Johannes Mario Simmel, Quando canta l'ultima allodola, Milano, Rizzoli, 1992
- Heinz G. Konsalik, Il padiglione di giada, Milano, Mondadori, 1993
- Ingeborg Bachmann, Tre sentieri per il lago e altri racconti, Milano, Adelphi, 1993
- Frederik Hetmann (a cura di), Fiabe dell'America nera, Milano, Mondadori, 1995
- Rosamunde Pilcher, Ritorno a casa, Milano, Mondadori, 1995
- Harold Robbins, Dove è andato l'amore, Milano, Bompiani, 1998
- Inge Auerbacher, Io sono una stella: una bambina dall'Olocausto, Milano, Rizzoli, 2001

### Curatele
- Franz Kafka, Il processo, Milano, Fabbri, 1992